# Andrea Morricone
Andrea Morricone (Roma, 10 ottobre 1964) è un compositore, musicista, direttore d'orchestra e autore di colonne sonore italiano.

## Biografia
Figlio di Ennio Morricone e fratello del regista e sceneggiatore Giovanni Morricone, inizia gli studi musicali sotto la guida del padre. Diviene successivamente allievo di Irma Ravinale, Ada Gentile, Rosario Mirigliano, Aldo Clementi, Firminio Sifonia  e Ivan Vandor, diplomandosi dunque al conservatorio di Santa Cecilia di Roma, in Composizione nel 1994 e nel 1996 in Direzione d'orchestra sotto la guida di Bruno Aprea. Nel 1998 consegue il perfezionamento in Composizione musicale presso l'Accademia Nazionale di Santa Cecilia sotto la guida di Franco Donatoni e Azio Corghi. Dal 1996 al 1998 ricopre la carica di direttore artistico dell'Auditorium dell'Istituto Massimiliano Massimo di Roma.
Il padre è il più grande riferimento per la ricerca di un linguaggio autonomo ed al contempo attento alle diverse innovazioni dei frangenti storici.
Come direttore d'orchestra ha debuttato a Roma presso l'Istituzione Universitaria dei Concerti (IUC) e ha tenuto diversi concerti sia in Italia che all'estero. 
Ha diretto, fra le altre, l'orchestra dell'Accademia Nazionale di Santa Cecilia e l'orchestra dell'Opera di Budapest; e concerti in vari Paesi, i più importanti dei quali a Caracas - Venezuela, Mosca - Cremlino, Los Angeles - The Broad Theatre, Hong Kong, Roma, San Pietroburgo, Londra, Monte Carlo, Milano, Venezia.
Nel 2016 si è esibito all'Auditorium Parco della Musica - Roma; nel 2020 ha diretto un concerto al Senato della Repubblica - Roma. Ha lavorato con artisti come Sting, Andrea Bocelli, Josh Groban, Andrea Griminelli, Cris Botti, Yo-yo Ma, Isaac Perlman - ha interpretato il famoso tema d'amore per il film Nuovo Cinema Paradiso.
I suoi ultimi concerti sono stati: Roma - Sala Capitolina del Campidoglio, dove ha diretto l'Orchestra Nazionale di Santa Cecilia quando l'Auditorium di Roma è stato intitolato a Ennio Morricone; il Ravello Festival 2020, Genova; Teatro Carlo Felice il 31 luglio, dove ha diretto “Tante pietre da ricordare” l'ultima opera del padre, commissionata per la ricostruzione del Ponte di Genova, L'Aquila / agosto 2020; L'Aquila per il Festival La Perdonanza Celestinana, Cagliari, al Teatro dell'Opera di Cagliari, ed in una serata al Festival Lavagnino dove ha ricevuto un premio alla carriera.
Altri eventi includono una cerimonia di premiazione in ottobre a Montecarlo e un concerto in Spagna, alla presenza della Casa Reale, richiesta dallo stesso Re per rendere omaggio a suo padre, Ennio Morricone, per la sua straordinaria carriera.
Ha vinto numerosi premi nazionali e internazionali, tra cui Globo d'Oro 2004-2005, per il film Raul- diritto di uccidere, e Globo d'Oro 2012 per il film “L'Industriale”, Premio Pianeta Azzurro, Bafta 1990 / Cinema Paradiso - Londra, 58 ° Zli'n Film Festival, IMAGinACTION Special Award 2020 (luglio 2020 a Forlì), MonteCarlo Film festival 2020, Premio “Una vita ... Per passione”, 5ª edizione, settembre 2020, Terrasini; il Premio Piuma d'Oro a Roma, settembre 2020 e tanti altri, per la sua carriera artistica. Recentemente è stato invitato da diversi festival e / o club per suonare recital di pianoforte di musica da film.
Come compositore di musiche da film inizia ufficialmente nel 1988, con la sua collaborazione assieme al padre alla realizzazione della colonna sonora del film Nuovo Cinema Paradiso di Giuseppe Tornatore. Il tema d'amore del film, da lui composto, viene premiato nel 1990 con il premio British Academy of Film and Television Arts (BAFTA).
Nel 2010 ha composto la musica originale per un musical intitolato The Mission, basato sulla sceneggiatura originale di Robert Bolt, oltre a 30 colonne sonore per film e musica per teatro, televisione, radio, elettronica e per tutti i generi. 
Ha composto sia per organici cameristici sia per orchestre sinfoniche, e le sue opere sono state eseguite in diverse rassegne di musica contemporanea a partire dal 1994.
Nel 2012 ha vinto il Premio Ennio Morricone per il miglior compositore delle musiche al Bif&st di Bari per il film L'industriale di Giuliano Montaldo. Con la colonna del film L'industriale ha vinto inoltre altri 3 premi fra cui il Globo d'Oro 2012 premio della Stampa Estera in Italia.
Nel 2014 compone l' "Inno alla Fede per oboe e archi" per la "Fondazione Pro Musica e Arte Sacra". Il brano è stato eseguito in prima assoluta domenica 26 ottobre 2014 ad apertura dei due concerti in programma al XIII Festival Internazionale di Musica e Arte Sacra.
Fra gli altri premi nazionali e internazionali, tra cui Globo d'Oro 2004-2005, per il film Raul- diritto di uccidere, Premio Pianeta Azzurro, Bafta 1990 / Nuovo Cinema Paradiso - Londra, 58 ° Zli'n Film Festival, IMAGinACTION Special Award 2020 (luglio 2020 a Forlì), MonteCarlo Film festival 2020, Premio “Una vita ... Per passione”, 5ª edizione, settembre 2020, Terrasini; il Premio Piuma d'Oro a Roma, settembre 2020 per la sua carriera artistica. Recentemente è stato invitato da diversi festival e / o club per suonare recital di pianoforte di musica da film.
Nel 2020 inizia la collaborazione col cantautore Franco Simone per il quale scrive la musica di 2 canzoni (Azzurri gli Oceani e Cambia la città) inserite nell'album Franco è il nome uscito nel 2021.

## Colonne sonore

### Con il padre Ennio
- Nuovo Cinema Paradiso, regia di Giuseppe Tornatore (1988)
- Stanno tutti bene, regia di Giuseppe Tornatore (1990)
- La piovra 5 - Il cuore del problema, regia di Luigi Perelli (1991)
- Una pura formalità, regia di Giuseppe Tornatore (1994)
- L'uomo proiettile, regia di Silvano Agosti (1995)
- Il quarto re, regia di Stefano Reali (1996)
- Ultimo, regia di Stefano Reali (1998)
- Ultimo - La sfida, regia di Michele Soavi (1999)

### Da solo
- La luna fredda, regia di Akiro Karaki (1997)
- La donna del nord, regia di Franz Weisz (1998)
- Liberty Heights, regia di Barry Levinson (1999)
- L'ombra del gigante, regia di Roberto Petrocchi (2000)
- Per una sola estate, (Here On Earth), regia di Mark Piznarski (2000)
- Ciao America, regia di Frank Ciota (2001)
- Biuti Quin Olivia, regia di Federica Martino (2002)
- Due amici, regia di Spiro Scimone e Francesco Sframeli (2002)
- Una donna del nord, regia di Frans Weisz (2002)
- Al cuore si comanda, regia di Giovanni Morricone (2003)
- Una storia americana - Capturing the Friedmans, regia di Andrew Jarecki (2003)
- Raul - Diritto di uccidere, regia di Andrea Bolognini (2005)
- Veronika wa shinu koto ni shita (2005)
- L'inchiesta, regia di Giulio Base (2006)
- A Slum Symphony, regia di Cristiano Barbarossa (2010)
- La donna della domenica, regia di Giulio Base (2011)
- L'industriale, regia di Giuliano Montaldo (2011)

Nel 1999 ha composto le musiche per un documentario in 4 puntate, prodotto dalla Rai, dal titolo Il ritorno degli Dei.
Nel 2011 ha composto le musiche per il documentario di Current TV, The Vatican Insider.